# Cornelia Jakobs
Anna Cornelia Jakobsdotter Samuelsson (Nacka församling, 9 de març del 1992), més coneguda com a Cornelia Jakobs, és una cantautora sueca.
Cornelia Jakobs és la filla de Jakob Samuel, cantant del grup de heavy metal The Poodles. Per aquesta raó ja estava des de petita en contacte amb la música. Com a part del grup de música Love Generation va participar en Melodifestivalen 2011 i 2012. No van guanyar.
El 2020, Jakobs va compondre i interpretar la cançó «Weight of the World», que va ser la banda sonora de les sèries Björnstad de HBO Nordic. Va participar en Melodifestivalen 2021 com a compositora de la cançó «Best of Me», interpretada per Efraim Leo.
El 2022, Jakobs va participar com a solista a Melodifestivalen amb la cançó «Hold Me Closer» que va guanyar amb 146 punts i, per tant, va representar Suècia en el Festival de la Cançó d'Eurovisió 2022, celebrat a Torí, on va quedar quarta amb 438 punts.